# Lophotriccus pileatus
Tiraninho-pigmeu-de-escamas ou maria-cabeluda (Lophotriccus pileatus) é uma espécie de ave da família Tyrannidae.
Pode ser encontrada nos seguintes países: Colômbia, Costa Rica, Equador, Panamá, Peru, Venezuela e possivelmente em Honduras.
Os seus habitats naturais são: florestas subtropicais ou tropicais húmidas de baixa altitude e regiões subtropicais ou tropicais húmidas de alta altitude.